# 조절 (원위)
조절(曹節, ?~?)은 중국 후한 때 사람이며, 자는 원위(元偉)이다. 나중에 위왕(魏王)이 된 조조(曹操)의 증조부이나, 조조의 아버지 조숭(曹嵩)은 조절의 아들인 중상시(中常侍) 조등(曹騰)의 양자로 들어간 것이기 때문에 친증조부는 아니다. 구양순(歐陽詢)의 저서인 《예문유취(藝文類聚)》에서는 그의 이름을 조맹(曹萌)으로 기록해 놓았다. 또 영제(靈帝)를 움직여 국정을 어지럽힌 동시대의 환관 조절(曹節)과는 동명이인이다.
사마표(司馬彪)의 《속한서(續漢書)》에는 조절이 너그럽고 관대했기 때문에 고향 사람들이 귀하게 여겼다고 기록하고 있다.
사후 내손(來孫)인 조예에 의해 처사군(處士君)으로 추존되어 칠묘에 배향되었다.
1. ↑  <<三國志/卷14>> 尊嚴祖考，所以崇孝表行也；追本敬始，所以篤教流化也。是以成湯、文、武，實造商、周，詩、書之義，追尊稷、契，歌頌有娀、姜嫄之事，明盛德之源流，受命所由興也。自我魏室之承天序，既發跡於高皇、太皇帝，而功隆於武皇、文皇帝。至於高皇之父處士君，潛脩德讓，行動神明，斯乃乾坤所福饗，光靈所從來也。而精神幽遠，號稱罔記，非所謂崇孝重本也。其令公卿已下，會議號諡。